# دالخاکی

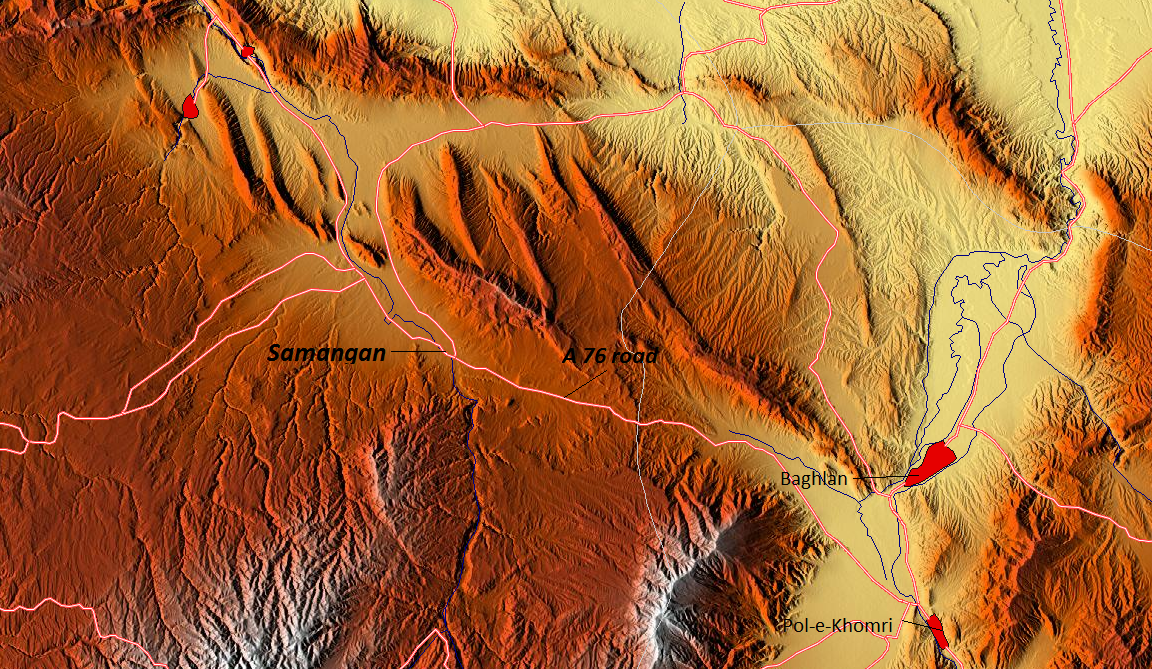
دالخاکی یک منطقهٔ مسکونی در افغانستان است که در ولایت سمنگان واقع شده‌است

دالخاکی (به لاتین: Dalkhaki) یک منطقهٔ مسکونی در افغانستان است که در ولایت سمنگان واقع شده‌است.